# Marathon van Hamburg 1986
De marathon van Hamburg 1986 werd gelopen op zondag 25 mei 1986. Het was de eerste editie van deze marathon.
De Belg Karel Lismont kwam bij de mannen als eerste over de streep in 2:12.12. Zijn landgenote Magda Ilands won bij de vrouwen in 2:35.17.
In totaal finishten 6957 marathonlopers, waarvan 633 vrouwen.

## Uitslagen

### Mannen
| rang   | naam                  | land | tijd    |
| ------ | --------------------- | ---- | ------- |
| Goud   | Karel Lismont         | BEL  | 2:12.12 |
| Zilver | Gidamis Shahanga      | TAN  | 2:14.07 |
| Brons  | Eleuterio Anton       | ESP  | 2:15.08 |
| 4      | Delfim Moreira        | POR  | 2:15.25 |
| 5      | Roland Szymaniak      | GER  | 2:15.32 |
| 6      | Franz Homberger       | GER  | 2:16.07 |
| 7      | Alan Harding          | IRL  | 2:16.08 |
| 8      | Miroslaw Bugaj        | POL  | 2:16.31 |
| 9      | Ferenc Bula           | HUN  | 2:16.47 |
| 10     | Jürgen Hüsemann       | GER  | 2:17.19 |
| 11     | Semir Berber          | TUR  | 2:17.26 |
| 12     | Werner Dörrenbacher   | GER  | 2:17.44 |
| 13     | Birhanu Girma         | ETH  | 2:17.56 |
| 14     | Wolf-Ulrich Schneider | GER  | 2:18.33 |
| 15     | Edward Rydzewski      | POL  | 2:18.56 |
| 16     | Gyula Poczos          | HUN  | 2:19.32 |
| 17     | Peter Gschwend        | SUI  | 2:19.44 |
| 18     | Udo Engelbrecht       | GER  | 2:19.49 |
| 19     | Henryk Lupa           | POL  | 2:19.59 |

### Vrouwen
| rang   | naam                 | land | tijd    |
| ------ | -------------------- | ---- | ------- |
| Goud   | Magda Ilands         | BEL  | 2:35.17 |
| Zilver | Angelika Dunke       | GER  | 2:36.43 |
| Brons  | Gabriela Wolf        | GER  | 2:36.46 |
| 4      | Doris Schlosser      | GER  | 2:37.08 |
| 5      | Maria Trujillo       | MEX  | 2:39.33 |
| 6      | Henrietta Fina       | AUT  | 2:39.41 |
| 7      | Malgorzata Szuminska | POL  | 2:40.33 |
| 8      | Ursula Starke        | GER  | 2:41.58 |
| 9      | Renata Walendziak    | POL  | 2:43.14 |
| 10     | Linda Delvaux        | LUX  | 2:44.59 |
| 11     | Daniela Walter       | GER  | 2:45.02 |
| 12     | Eniko Feher          | HUN  | 2:45.54 |
| 13     | Denise Verhaert      | BEL  | 2:46.18 |
| 14     | Ursula Köter         | GER  | 2:47.01 |
| 15     | Brigitte Mühlisch    | GER  | 2:48.40 |
| 16     | Annemarie Grüner     | GER  | 2:49.42 |
| 17     | Agota Farkas         | HUN  | 2:52.13 |

1986 · 1987 · 1988 · 1989 · 1990 · 1991 · 1992 · 1993 · 1994 · 1995 · 1996 · 1997 · 1998 · 1999 · 2000 · 2001 · 2002 · 2003 · 2004 · 2005 · 2006 · 2007 · 2008 · 2009 · 2010 · 2011 · 2012 · 2013 · 2014 · 2015 · 2016 · 2017